# Anna Amendola
Anna Amendola (Gaeta, 9 de diciembre de 1927) es una actriz italiana. Apareció en más de diez películas entre 1952 y 1958, época de mayor actividad para Amendola. Mientras todavía era estudiante en el Centro Sperimentale di Cinematografia en Roma, fue elegida para integrar el reparto de la película The Wonderful Adventures of Guerrin Meschino, que se filmó en 1952. Otros de sus créditos en cine incluyen Le avventure di Giacomo Casanova (1954) y Mattino di primavera de 1957.

## Filmografía seleccionada
- Le meravigliose avventure di Guerrin Meschino (1952)
- Destini di donne (1953)
- 4 attrici (1953)
- Le avventure di Giacomo Casanova (1954)
- French Cancan (1954)
- L'amante di Paride (1954)
- La palude del peccato (1954)
- Mattino di primavera (1957)